# Чарльз Олстон
Чарльз Олстон (англ. Charles Alston; 1685–1760) — шотландський лікар і ботанік. Автор ботанічних таксонів.

## Біографія
Народився 26 жовтня 1685 року в селі Еддлвуд в парафії Гамільтон в Шотландії. Третій син лікаря Томаса Олстона. У 1700 році вступив в Університет Глазго, проте не закінчив його, тому що був вимушений утримувати сім'ю після смерті батька в 1703 році.
За участю герцогині Гамільтон здобував освіту в Единбурзі у присяжного адвоката Джеймса Андерсона, потім працював в її маєтку в Гамільтоні. У 1715 році завдяки впливу герцогині отримав призначення на посаду Королівського ботаніка і головного професора ботаніки, почав читати лекції в ботанічному саду Голірудському палаці.
У 1718—1719 роках навчався в Лейденському університеті у Германа Бургаве. У грудні 1719 року одержав ступінь доктора медицини в Університеті Глазго.
Олстон займався вивченням корисних властивостей вапняної води. У ботаніці він дотримувався системи Турнефора, в 1753 році випустив публікацію, в якій намагався спростувати факт існування статей у рослин, показаний Карлом Ліннеєм. Олстон продемонстрував, що тичинки не завжди є обов'язковими для утворення зав'язі у рослин, і таким чином, ймовірно, вперше спостерігав явище апоміксиса.
Помер в Единбурзі 22 листопада 1760 року .

## Деякі роботи
- A dissertation on quick-lime and lime-water. — 1752.
- Tirocinium botanicum Edinburgense. — 1753.
- A second dissertation on quick-lime and lime-water. — 1755.
- A third dissertation on quick-lime and lime-water. — 1757.
- Lectures on the Materia Medica. — 1770.

## Епоніми
- Alstonia Mutis ex L.f., 1782, nom. illeg. = Symplocos
- Alstonia, nom. cons.
- Alstonia Scop., 1777, nom. rej. ≡ Pacouria